# 科農戈
科農戈，又名科農戈-奧杜馬西（Konongo-Odumase），是西非國家加納的城市，由阿散蒂地區負責管轄，距離庫馬西約60公里，主要出產金礦及錳礦。科農戈在1970年只有10,881名居民，2000年人口普查時居民人數增加至26,735，2007年1月估計人口為34,509。這裡是知名足球員苏利·蒙塔里的出生地。

## 外部連結
- MSN Map[永久]